# Osman Çelik
Osman Çelik (Adalia, 27 novembre 1991) è un calciatore turco, centrocampista o difensore dell'Ankaragücü.